# اللغة الإنجليزية الوسطى
اللغة الإنجليزية الوسطى هو الاسم الذي أطلقه علماء تاريخ اللغات على اللهجة والنطق الشائع للغة الإنجليزية في فترة ما بين الاحتلال النورماندي في سنة 1066 ومنتصف القرن الخامس عشر.
لكن قاموس أكسفورد الإنجليزي يحدد الفترة من 1150 إلى 1500 .ترتبط هذه اللغة من حيث التركيب بظهور عدد من المصطلحات الجديدة واختفاء أخرى، وهي شكلٌ تاريخي من أشكال اللغة الإنجليزية المحكية بعد غزو النورمان لإنجلترا (في العام 1066 ميلادية)، والتي استمر استعمالها حتى أواخر القرن الخامس عشر. في مسيرة تطوّرها، مرّت اللغة الإنجليزية بأشكال مختلفة بارزة بعد فترة الإنجليزية القديمة. تتباين آراء علماء اللغة بخصوص مدّة شكل الإنجليزية الوسطى، ولكن قاموس أوكسفورد للغة الإنجليزية يحدّدها في الفترة الواقعة بين الأعوام 1150 و 1500. تصادفت فترة تطوّر اللغة الإنجليزية الوسطى مع تقسيمات العصور الوسطى العليا والعصور الوسطى المتأخرة.
شهدت اللغة الإنجليزية الوسطى حدوث تغييراتٍ كبيرة في المفردات، والقواعد، واللفظ، وعلم قواعد الكتابة. تنوّعت أصول الكتابة خلال فترة اللغة الإنجليزية الوسطى بشكلٍ كبير. تُظهر أمثلة الكتابات المتبقية من هذه الفترة اختلافاتٍ شاملة حسب المناطق. تعرّضت اللغة الإنجليزية القديمة المعياريّة للتشظّي، والانحصار في نطاقٍ محليّ، وأصبحت في معظم الأحيان خاضعةً للارتجال. بنهاية هذه الفترة (في العام 1470 تقريبًا)، بالإضافة إلى عوامل أخرى، أسهم اختراع آلة الطابعة على يد يوهان غوتينبرغ في العام 1439، في ترسيخ أحد أشكال اللغة الإنجليزية المعتمدة على لهجة لندن (لهجة تشانسري) كمعيار. ويُعزى إلى هذا المعيار بدرجة كبيرة كونه الأساس الذي نهض عليه نظام الهجاء للغة الإنجليزية المعاصرة، رغم التغيير الشامل الذي طرأ على اللفظ منذ تلك الفترة. في إنجلترا، تلت اللغة الإنجليزية الوسطى شكلٌ يُعرف باسم اللغة الإنجليزية المعاصرة المبكّرة، والتي بقيت مستعملة حتى العام 1650. في نفس الوقت، طوّر الاسكتلنديّون شكلًا مختلفًا من اللهجة النورثمبرية (السائدة في شمال إنجلترا والمحكية في اسكتلندا).
خلال فترة اللغة الإنجليزية الوسطى، تمّ تبسيط العديد من سمات قواعد اللغة الإنجليزية القديمة أو اختفت تمامًا. تمّ تبسيط تصاريف الأسماء، والصفات، والأفعال من خلال التخفيف (والحذف النهائي) لمحدّدات الحالة النحويّة. يُذكر كذلك أن اللغة الإنجليزية الوسطى شهدت اعتمادًا واضحًا على اللغة الفرنسية النورماندية في جانب المفردات، وخصوصًا في ميادين السياسة، والقانون، والفنون، والدين. حافظت المفردات الإنجليزية التقليدية على هجائها ذي الأصل الجرماني، وراحت تأثيرات اللغة النوردية القديمة تظهر فيها بشكل أكثر وضوحًا. حدثت تغيرات هائلة في اللفظ كذلك، وبالتحديد تلك التي تركت أثرها على الأحرف الصوتية الطويلة والأصوات المدمجة، والتي خضعت فيما بعد خلال فترة أواخر اللغة الإنجليزية الوسطى لظاهرة الانزياح الصوتي العظيم.
لم يصلنا الكثير من الآداب التي كُتبت خلال فترة اللغة الإنجليزية الوسطى، ويُعزى ذلك جزئيًّا إلى هيمنة اللغة الفرنسية النورماندية والوجاهة التي حظيت بها الكتابة باللغة الفرنسية بدلًا من اللغة الإنجليزية. خلال القرن الرابع عشر، ظهر نوع شكل جديد من الأدب في أعمال كتّاب مثل جون ويكليف وجيفري تشوسر، الذي كتب حكايات كانتربري، التي تُعتبر للآن إحدى أبرز الأعمال الباقية من تلك الفترة دراسةً وقراءة.

## التاريخ

### الانتقال من اللغة الإنجليزية القديمة
حدث الانتقال من اللغة الإنجليزية القديمة المتأخرة في فترةٍ ما خلال القرن الثاني عشر.
أسهم تأثير اللغة النوردية القديمة في تطوّر اللغة الإنجليزية من لغة تركيبيّة ذات ترتيب كلماتٍ حرّ نسبيًّا، إلى لغة تحليلية أو عازلة تتمتّع بترتيب صارم للكلمات. تميّزت اللغتان الإنجليزية القديمة واللغة النوردية القديمة (شأنهما شأن اللغتين المنبثقتين عن النوردية القديمة: اللغة الفاروية واللغة الآيسلندية) تميّزتا بكونهما لغتان تركيبيّتان بتصاريف نحوية معقدة. أدّت حماسة الفايكينج في مناطق سيطرتهم في إنجلترا للتواصل مع جيرانهم الأنجلو-ساكسون أدّت إلى انهيار التصاريف من كلا اللغتين. على الأرجح أن اللغة النوردية القديمة قد تركت أكبر الأثر في تطوّر اللغة الإنجليزية الوسطى لا تضاهيها في ذلك لغة أخرى. يذكر سميون بوتر: «كان تأثير اللغات الاسكندنافية على نهايات التصاريف في اللغة الإنجليزية بعيد المدى، إذ سرّع في إنهاك وإنهاء الأشكال القواعدية والتي انتشرت بشكل تدريجي من الشمال إلى الجنوب».
يظهر أثر الفايكينج على اللغة الإنجليزية القديمة جليًّا في العناصر الراسخة والتي لا غنى عنها في اللغة. أما الضمائر، والأفعال المساعدة الثانوية، والصفات المقارنة، والظروف الضميريّة (مثل «لذلك-hence» و «معًا-together»)، وأدوات الربط، وأحرف الجر فجميعها تُظهر الأثر الدنماركي البارز. وأفضل مثال على التأثير الاسكندنافي يمكن ملاحظته في الكلمات المستعارة العديدة، ورغم ذلك ليس ثمة نصوص مكتوبة باللغات الاسكندنافية أو الإنجليزية الشمالية من تلك الفترة يمكن مراجعتها للتحقّق من التأثير على النحو.
تميّز التحوّل من اللغة النوردية القديمة إلى اللغة الإنجليزية القديمة بكونه ذا طابعٍ جوهري، ونافِذ، وديمقراطي. كابنتيّ عمومة مقرّبتين، كان هناك شبه كبير بين اللغتين النوردية القديمة والإنجليزية القديمة، واشتركتا ببعض الكلمات، وفهمتا بعضهما بعضًا؛ ومع مرور الزمن، تلاشت التصاريف وظهر السَمت التحليليّ للغة. «من الأهمية بمكان إدراك أنه في العديد من الكلمات في اللغة الإنجليزية واللغة الاسكندنافية، فقد كان الاختلاف الرئيسي في عناصرها التصريفية فحسب. كان جذر الكلمة شبيهًا بين اللغتين، وكان العائق الوحيد أمام الفهم المشترك هو نهايات الكلمات. لا بُدّ وأن نهايات الكلمات هاته قد سببت العديد من مساوئ الفهم والحيرة في مناطق سيطرة الفايكينج في إنجلترا، وهو ما عزّز الميل التدريجي نحو تخفيفها، ثمّ التخلّي عنها نهائيًّا». كانت النهاية السعيدة لهذا الاختلاط بين الشعوب واللغات هي «تبسيط قواعد اللغة الإنجليزية».
في حين أن تأثير اللغات الاسكندنافية كان بالغًا في لهجات مناطق سيطرة الفايكنج في إنجلترا واسكتلندا، ظهرت كلمات في اللغة المحكية في القرنين العاشر والحادي عشر بُعيد الانتقال من اللغة الإنجليزية القديمة إلى اللغة الإنجليزية الوسطى. لم يظهر التأثير على اللغة المكتوبة سوى مع بدايت القرن الثالث عشر، ويُعزى ذلك على الأرجح إلى ندرة النصوص الأدبية المكتوبة في فترات سابقة على ذلك الزمن.
شهد الغزو النورماندي لإنجلترا في العام 1066 استبدالًا للغة الإنجليزية المستخدمة في المستويات العُليا للهرميّات السياسية والكنسيّة إلى اللغة الفرنسية التي تحدّثها الغزاة النورمانديون الذين تكلّموا بلهجة فرنسية قديمة تُعرف باسم النورمانية القديمة، والتي تطوّرت في إنجلترا إلى اللغة الأنجلو-نورمانيّة. أدّى التفضيل العام لاستخدام النورمانية في الآداب والخطاب اللبِق أدّى إلى إحداث تغيير جوهريّ في الدور الذي كانت تؤدّيه اللغة الإنجليزية القديمة في مجالات التعليم والإدارة، رغم كون العديد من النورمانديين الغزاة في تلك الفترة أميّين واعتمدوا على رجال الكهنوت في مراسلاتهم المكتوبة وحفظ السجلّات. بدأ عدد كبير من الكلمات المقترضة من اللغة الفرنسية يظهر في اللغة الإنجليزية جنبًا إلى جنب مع الكلمات الإنجليزية ذات المعاني المألوفة، وهو الأمر الذي نجم عنه ظهور العديد من المرادفات لنفس الكلمة.
يمكن ملاحظة الدور الذي أدّته اللغة الأنجلو-نورماندية كلغة الحكومة والقانون في وفرة الكلمات في اللغة الإنجليزية المعاصرة والتي تُشير إلى آليات عمل الحكومة، والمشتقة من الأنجلو-نورمانية. كما يوجد هناك العديد من الكمات المشتقة من اللغة النورمانية والتي ترتبط بثقافات الفروسية التي ظهرت في القرن الثاني عشر؛ فترة الإقطاع والحروب الصليبية.
عادةً ما اشتقّت الكلمات من اللغة اللاتينية، عبر اللغة الفرنسية. أدى هذا الأمر إلى ظهور العديد من المرادفات في اللغة الإنجليزية.
من نافل القول بأن انتهاء حكم الأنجلو-ساكسون لم ينجم عنه تغييرات مباشرة في اللغة. فمن الطبيعي أن يكون العامة قد تابعوا التحدث بلهجاتهم التي تحدثوا بها قبل الغزو النورماندي. مع انتهاء نظام كتابة اللغة الإنجليزية القديمة، لم يكن للإنجليزية الوسطى أية معيار، بل وجدت عدة لهجات مشتقة من المناطق المحلية خلال عهد الأنجلو-ساكسونيين.